# 후난 요리

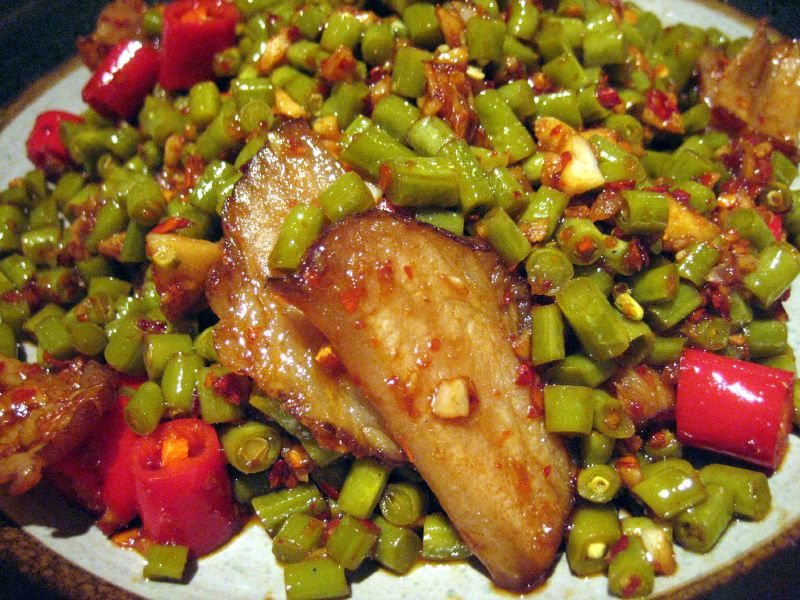

후난 요리(Hunan料理, 중국어: 湖南菜, 병음: Húnán cài 후난차이[*]) 또는 상요리(湘料理, 중국어: 湘菜, 병음: xiāngcài 샹차이[*])는 중국 후난성의 향토 요리이다. 중국 팔대 요리 중 하나이다.

## 개요
중국에서의 일반적인 호칭은 〈후난 차이〉(湖南菜 Húnán cài) 또는 〈샹차이〉(湘菜 Xiāng cài)이다. 사천 요리, 귀주 요리와 사실상 마찬가지로 고추를 많이 사용하고 중국의 매운 요리의 대표격이다. 극단적인 것은 큰 고추를 작은 고추와 도우치(豆豉)를 넣은 음식이 있다. 사천 요리와 다른 점은 〈사천 마라〉(麻辣)에 〈솬라〉(酸辣)라고 불리는 맵고, 신고, 짠 맛이 있다는 점이다. 물론 모든 요리가 매운 것은 아니다.
호남 출신의 중화인민공화국 초대 주석 마오쩌둥이 무척 사랑한 요리로 알려져 〈마오지아차이〉(毛家菜)라는 부르기도 한다. 강렬한 풍미를 때문인지 호남 주민은 성미가 급한 것으로 알려졌다 "호남 사람과 싸움을 하지 말라"라는 농담이 존재한다.

## 대표 요리
- 검은 취두부

## 기타
베이징, 상하이 등 대도시는 물론 중소 도시에서도 호남 요리 전문점이 많다. 대만, 홍콩, 마카오 등에 전문점이 있다.

## 같이 보기
- 중국 요리
- 귀주 요리
- 사천 요리